# 褄取り
褄取り（つまとり）とは、相撲の決まり手のひとつである。出し投げを打った後、後ろに流れた相手の足の足首か爪先を掬い上げ、前に這わせる技。「褄」とは和服の裾の端のこと。
1960年1月に決まり手として制定されて以来、幕内でこの技が使われたのは、2000年3月場所で横綱の曙が土佐ノ海を破った一番のみである。その曙自身も「褄取り」の決まり手については「何それ？知らなかったよ」と答えた後、｢技のデパート｣こと舞の海及び｢技のデパートモンゴル支店｣こと旭鷲山になぞらえ、｢技のデパートハワイ支店｣と自らを称した。